# Club Deportivo Real Tomayapo
El Club Deportivo y Cultural Real Tomayapo es un club de fútbol boliviano de la ciudad de Tarija. Fue fundado el 2 de febrero de 1999 y desde 2021 participa en la Primera División de Bolivia, por primera vez en su historia.

## Historia

### Fundación
El club Real Tomayapo fue fundado el 7 de abril de 1965 en una carpintería del barrio 4 de Julio bajo el mando dirigencial de Marino Valdez. Se armó un equipo con chicos de barrio, principalmente descendientes de residentes del cantón Tomayapo de provincia de Méndez, que comprende una comunidad de localidades cercanas al río Tomayapo y el municipio de El Puente, una localidad mayormente dedicada a la agricultura de frutas, principalmente duraznos.
Comenzando en las divisiones amateurs (gremiales), el equipo pronto conseguiría al ascenso a la Primera "B" de la Asociación Tarijeña de Fútbol, una categoría equivalente a la cuarta división del fútbol boliviano en 2012, donde tras una modesta temporada terminaron en el cuarto lugar. Su ascenso a la máxima categoría ocurriría dos temporadas más adelante, en la temporada 2014-2015, conseguiría el cuarto puesto de la categoría Primera "B" ganando así el derecho de jugar un partido por el ascenso indirecto ante el club Independiente de Tarija, mismo que consiguió derrotar por un resultado de 4 a 3, consiguiendo así el ascenso a la máxima categoría del fútbol tarijeño.
En la máxima categoría, Tomayapo siempre fue un equipo de mitad de tabla, hasta incluso de mitad de tabla para abajo la temporada del año 2018. En enero de 2019, en su vigésimo aniversario, el club organizó un evento conmemorativo a principio de año donde se premió a gente histórica de la institución y se renovó a toda la directiva y se le efectuó una re ingeniería completa. En esta temporada, en el campeonato Apertura de la ATF, terminarían coronándose campeones del torneo tras derrotar en la última fecha del campeonato  por un margen de 3 a 1 al club Avilés Industrial FC, ganando así un cupo de clasificación a la segunda división nacional.
En 2019 debutó en la Copa Simón Bolívar 2019, donde llegó hasta las semifinales quedando eliminado frente al Real Santa Cruz en penales.

### El ascenso a Primera División
En el campeonato Clausura de la temporada 2019 de la ATF, Real Tomayapo terminaría saliendo subcampeón, ganando así un cupo para la Copa Simón Bolívar 2020, donde lograría el campeonato y ascenso histórico a la Primera División, de la mano de Horacio Pacheco, tras derrotar a Independiente Petrolero en la final.
Este logro fue muy festejado en todo el Departamento de Tarija, que volvía a contar con un equipo en Primera, tras 4 años, luego del descenso del Petrolero.

### Estreno en Primera: Campeonato de Primera División 2021
Para la temporada 2021, la directiva tomó la firme decisión de contratar a jugadores tarijeños, de esta manera el club se reforzó con jugadores locales, siendo los jugadores más importantes para afrontar este torneo los guardametas Diego Zamora y Luis Cardenas, los defensores Juan Pablo Alemán y Alex Guevara, los mediocampistas Walter Veizaga, Rodrigo Ávila Solíz y Sergio Villamil, y el delantero Primo Esteban Romero, entre los tarijeños más destacados. Mientras que el fichaje estrella fue el del uruguayo William Ferreira y el brasileño Nilton Ferreira Júnior.
El ansiado debut para Tomayapo en la máxima categoría llegó el 11 de marzo, dónde derrotó a Always Ready por 1 tanto contra 0.
A pesar de debutar con pie derecho, Tomayapo permaneció en la tabla baja del campeonato, luchando por evitar el descenso indirecto. En la fecha catorce, Tomayapo perdió 1 a 2 de local frente a Jorge Wilstermann, decretando el fin del ciclo de Horacio Pacheco como técnico del elenco Albiverde. El 10 de agosto se anunció que Álvaro Peña, sería el nuevo técnico, para afrontar el resto del torneo. En la fecha 28, Tomayapo empató 0 a 0 contra The Strongest, eludiendo de manera definitiva el descenso de categoría.
El desempeño del club en su primera temporada como equipo de Primera fue pobre, teniendo solidez en la defensa pero la falta de gol fue una constante en todo en torneo, de los 29 partidos jugados ganó nueve empató cuatro y perdió el resto. El goleador del equipo fue el argentino Eber Vera con seis tantos. La razón del desempeño de Tomayapo en el campeonato fue la determinación de jugar el torneo con jugadores mayoritariamente tarijeños, en lugar de reforzarse con los mejores futbolistas a los que el club pudo contratar, razón que la dirigencia se dio cuenta en la recta final de torneo. Además Tomayapo tuvo la suerte de la gran crisis financiera que pasaron los clubes Blooming, Real Potosí y San José, que pelearon por salvar la categoría.

## Símbolos

### Historia y evolución del escudo

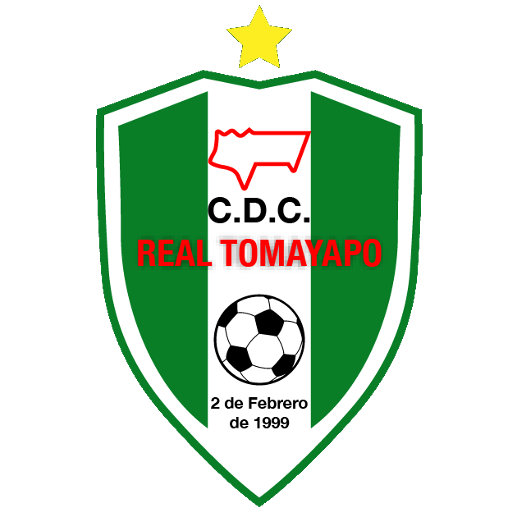
Escudo actual de la entidad.

El escudo oficial del club está formado por la silueta del Departamento de Tarija en la parte superior, en el centro aparece las siglas C.D.C, más abajo el nombre del club escrito en letras rojas mayúsculas, en la parte inferior un balón de fútbol y a cada lado una franja vertical verde.
La estrella se introdujo más tarde y representa la conquista de la Asociación Tarijeña de Fútbol, en 2019.

## Uniforme
- Uniforme titular: Camiseta verde oscuro , pantalón blanco y medias blancas.
- Uniforme alternativo: Camiseta blanca, pantalón verde y medias verdes.

| Titular | Visitante |

## Instalaciones

### Estadio

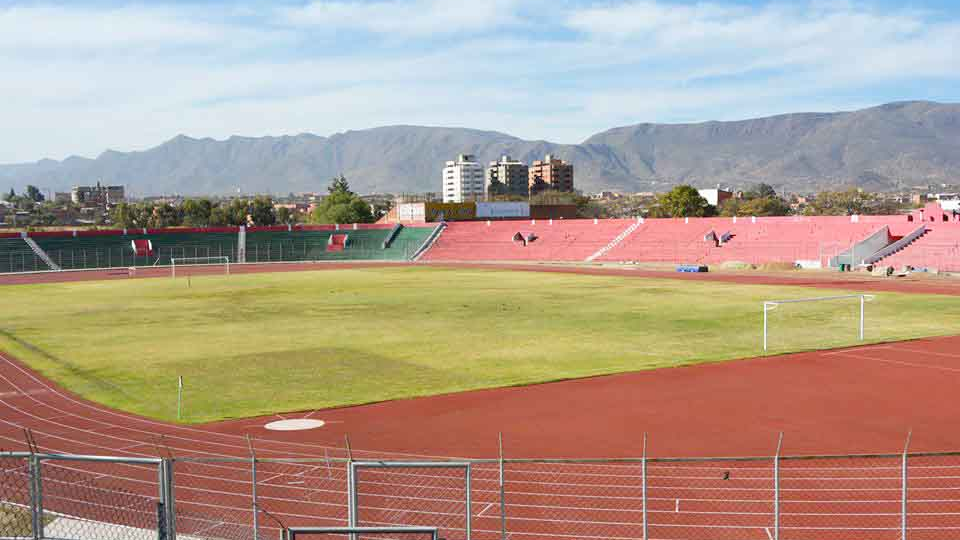
Panorámica del Estadio IV Centenario.

Real Tomayapo disputa sus encuentros como local en el Estadio IV Centenario, de propiedad del Gobierno Autónomo Departamental de Tarija. El recinto deportivo se ubica en la Av. Potosí y la calle O'Connor, en el barrio de La Pampa. Cuenta con un aforo total para 22 000 espectadores.
El estadio fue inaugurado el 11 de enero de 1950. Es el principal centro deportivo de la ciudad, la superficie de la cancha es de césped natural, cuenta con una moderna pista atlética. Posee un tablero electrónico con pantalla led de 7 m X 4 m. Cuenta con 312 luminarias de generación 3, la iluminación led del estadio, es de última generación y la más moderna del país.

### Instalaciones deportivas
Hoy el club cuenta con una estructura de divisiones inferiores, y de actividades organizadas por los mismos hinchas durante los fines de semana.

## Datos del club
- Temporadas en Primera División: 4 (2021-presente).
- Participaciones en Copa Simón Bolívar: 2 (2019 y 2020)
- Mayor goleada a favor:
  - En Primera División: 5 - 1 ante Real Santa Cruz (18 de diciembre de 2024).
- Mayor goleada recibida:
  - En Primera División: 1 - 6 ante Royal Pari (30 de abril de 2022).
- Debut en Primera División: 11 de marzo de 2021, Real Tomayapo 1 - 0 Always Ready.
- Participaciones internacionales:

| Torneo                | Edición |
| --------------------- | ------- |
| Copa Sudamericana (1) | 2024    |

#### Ascensos y descensos
- 2020:  Ascenso de la Copa Simón Bolívar a la Primera División de Bolivia.

## Jugadores

### Plantilla 2025
- Los equipos bolivianos están limitados por la FBF a tener en su plantilla de primera división un máximo de seis futbolistas extranjeros.
- Por disposición de la FBF, se debe considerar la participación obligatoria de un futbolista de la categoría sub-20 y otro de la categoría sub-23 por partido.

### Altas y bajas 2025
| Altas                 |               |                   |       |      |
| Futbolista            | Posición      | Procedencia       | Tipo  | Ref. |
| Segundo Semestre      |               |                   |       |      |
| Daniel Sagman         | Entrenador    | TBA               | Libre |      |
| Francisco Gatti       | Mediocampista | Guabirá           | Libre |      |
| Ronny Montero         | Defensa       | Guabirá           | Libre |      |
| Josué Mamani          | Mediocampista | Jorge Wilstermann | Libre |      |
| Gonzalo Vaca          | Defensa       | Guabirá           | Libre |      |
| Limberg Gutiérrez Jr. | Delantero     | Blooming          | Libre |      |
| Diego Perea           | Delantero     | Almirante Brown   | Libre |      |
| Leandro Vera          | Mediocampista | Boca Unidos       | Libre |      |
| Andrés Córdoba        | Delantero     | Iztapa            | Libre |      |

| Bajas               |               |                       |                       |      |
| Futbolista          | Posición      | Destino               | Tipo                  | Ref. |
| Segundo Semestre    |               |                       |                       |      |
| Elian Carabalí      | Delantero     | Técnico Universitario | Rescisión de contrato |      |
| Humberto Viviani    | Entrenador    | Jorge Wilstermann     | Rescisión de contrato |      |
| José María Carrasco | Defensa       | TBA                   | Fin de contrato       |      |
| Pedro Siles         | Mediocampista | ABB                   | Fin de contrato       |      |
| Tomson Minda        | Delantero     | Técnico Universitario | Fin de contrato       |      |
| Brayan Fernández    | Delantero     | Patriotas Boyacá      | Fin de contrato       |      |
| Mateo Hernández     | Mediocampista | TBA                   | Fin de contrato       |      |
| Mirko Tomianovic    | Delantero     | Oriente Petrolero     | Fin de contrato       |      |

## Entrenadores

### Cronología
Los entrenadores interinos aparecen en cursiva.
- Horacio Pacheco (2020-2021)
- Guillermo Álvaro Peña (2021)
- Víctor Hugo Andrada (2022)
- Richard Rojas (2022-2023)
- Juan Vita (2023)
- David González  (2023)
- Cristián Arán (2024)
- Pablo Rubinich (2024)
- Humberto Viviani (2024-2025)
- Daniel Sagman (2025-presente)

## Palmarés

### Torneos nacionales
| Competición nacional   | Títulos | Subcampeonatos |
| ---------------------- | ------- | -------------- |
| Copa Simón Bolívar (1) | 2020.   |                |

### Torneos regionales (1)
| Competición regional      | Títulos        | Subcampeonatos |
| ------------------------- | -------------- | -------------- |
| Campeonato Tarijeño (1/1) | Apertura 2019. | Clausura 2019. |

## Filiales

### Divisiones inferiores
Actualmente el club cuenta con equipos inferiores en las categorías Sub-5, Sub-7, Sub-8, Sub-9, Sub-11, Sub-13, Sub-15, Sub-17 y Sub-19, todos participando en los respectivos certámenes de la Asociación Tarijeña de Fútbol.

### Real Tomayapo "B"
Tras su ascenso a la División Profesional en 2020, el club ganó el derecho de inscribir a su equipo "B" en la edición 2021 de la categoría Tercera de Ascenso de la ATF, de acuerdo con la normativa vigente. En esta categoría el club salió campeón y logró el ascenso a la categoría Segunda de Ascenso, donde milita en la gestión 2022.

### Fútbol femenino
Desde 2021 Real Tomayapo cuenta con una sección de fútbol femenino que disputa el campeonato de la Asociación Tarijeña de Fútbol, equivalente a la tercera división masculina. El 2 de octubre de ese mismo año, Real Tomayapo se consagra campeón del fútbol femenino del país.